# Liedersommer der FDJ

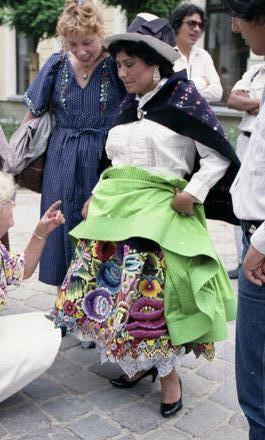
Die peruanische Sängerin Martina Portocarrero auf einem Bummel durch Berlin, 1987

Der Liedersommer der FDJ war ein Musikfestival in Ost-Berlin von 1983 bis 1989.

## Geschichte
Die SED-Jugendorganisation Freie Deutsche Jugend bemühte sich seit den 1970er Jahren verstärkt, attraktive Musikveranstaltungen vor allem für jüngere Zuhörer zu organisieren.
Seit 1983 wurden Liedersommer der FDJ organisiert. Eingeladen waren bekannte und interessante Bands aus der DDR und dem Ausland aus Lied, Folk, Blues, Jazz und liedhaftem Rock.
Zu den bekanntesten Gästen gehörten Klaus Lage und Heinz Rudolf Kunze aus der Bundesrepublik mit ihren ersten DDR-Auftritten sowie Jocelyn B. Smith aus den USA (die zu dieser Zeit in West-Berlin lebte).
Die Konzerte fanden auf einer Freilichtbühne in der Parkaue in Lichtenberg (nahe des Theaters der Freundschaft) statt, ab 1988 auf der Insel der Jugend in Treptow. Dazu gab es Programme für Familien und Kinder.
Karten waren zu den meisten Konzerten in ausreichender Menge erhältlich.
Der Liedersommer war die wichtigste Open-Air-Veranstaltungsreihe in den Sommermonaten in Ost-Berlin. Nach diesem Vorbild wurden die Leipziger Liederaue (1985–1988) und das Parkfest im Großen Garten in Dresden (1986–1989) veranstaltet.

## Programme (Auswahl)

### 1. Liedersommer 1983
13.–27. August, Parkaue Lichtenberg, etwa 70 000 Besucher
- mit  Wally Dugs (Schottland, Folk), 100 Folk Celsius (Ungarn),  Illapu (Chile), Liederjan (BRD), Horch, Piatkowski & Rieck, Skiffle Schwerin, Wacholder (alle DDR), und anderen

### 2. Liedersommer 1984
12.–26. August, Parkaue Lichtenberg, mit über 50 Gruppen und Solisten aus 13 Ländern, mit etwa 85.000 Besuchern
- 12. August: Oktoberklub (DDR), Ortiga (Chile), Vasmalom (Ungarn) (Ein Kessel Rotes), Eröffnungskonzert
- außerdem Kabberdoech (Belgien, Dudelsack), Celtic Tradition (Irland, Folk), Boys of the Laugh (Schottland, Folk), Agricantus (Italien), sowie  Wacholder, Skye, Zugvögel, Dr. B. Balsams Folk Kapelle,  Arbeiterfolk (alle DDR), und andere

### 3. Liedersommer 1985
4.–18. August, Parkaue Lichtenberg, mit 48 Gruppen und Solisten aus 12 Ländern, mit etwa 90.000 Besuchern
- 4. August: Skiffle Schwerin (DDR), Spartakus und Wolfgang Protze (DDR), Zupfgeigenhansel (BRD) und Whistlebinkies (Schottland)[1]
- 18. August: Bajazzo (DDR), Lucio Dalla (Italien), Abschlusskonzert
- außerdem: Los Jaivas (Chile), Lydie Auvray (Frankreich), Hans-Eckardt Wenzel (DDR), Tommy Sands (Nordirland), Hannes Wader (BRD), Stephan Sulke (Schweiz), Horch (DDR), Wacholder (DDR), JAMS Tanzhaus (DDR)

### 4. Liedersommer 1986
3.–17. August, Parkaue Lichtenberg, Musiker aus 13 Ländern, mit etwa 100.000 Besuchern
- 3. August: Horch (DDR), Inti-Illimani (Chile), The Dubliners (Irland), Eröffnungskonzert
- 4. August: The Dubliners (Irland), Wolfgang Protze und Spartakus (DDR), Inti-Illimani (Chile)
- 5. August: Oktoberklub (DDR), Dick Gaughan (GB), Wacholder (DDR) (Ein Kessel Rotes)
- 6. August: Possenspiel, Ines Paulke, Arnulf Wenning, Arnold Fritzsch (alle DDR) (Pop im Park)
- 7. August: Liederjan (BRD), Machitún (Chile)
- 8. August: Jonathan Blues Band (DDR), Champion Jack Dupree (USA), Rosay Wortham (USA) (Blues im Park)
- 9. August: „Champion“ Jack Dupree (USA), Kaláka  (Ungarn); Kinder- und Familienprogramm mit Gerhard Gundermann, Gerhard Schöne, Jams Tanzhaus, und weiteren Musikern und Künstlern
- 10. August: bots (NL), Skiffle (DDR)
- 11. August: bots (NL), Bajazzo mit Angelika Weiz (DDR), Hard Pop, und weitere Bands (Fünfkampf)
- 12. August: Gitarreros (DDR)
- 13. August: Oskorri (Spanien), Machitún (Chile)
- 14. August: José Miguel Marquez (Chile), Oskorri (Baskenland, Spanien)
- 15. August: Billy Bragg (GB), Attila The Stockbroker (GB), Neurotics (GB) (Lieber Sonne im Herzen)[4]
- 16. August: Lydie Auvray (Frankreich, Akkordeon), N'Guewel Saf Sap (Senegal), Kostas Thomaidis (Griechenland)
- 17. August: Klaus Lage Band (BRD), Abschlusskonzert[5]

### 5. Liedersommer 1987
9.–23. August, Parkaue Lichtenberg
- 9. August: Wacholder (DDR), Mezcla (Kuba)
- 14. August: Heinz Rudolf Kunze (BRD), mit etwa 15.000 Zuschauern[7][8]
- 19. August: Pascal von Wroblewsky feat. Bajazzo  (DDR)
- 21. August: Jonathan Blues Band (DDR), Peter Thorup (Dänemark), Lars „Smiley“ Hansen (Dänemark), Blues
- 23. August: Jocelyn B. Smith (USA), Abschlusskonzert
- außerdem: Runrig (Schottland, Folkrock), Canzonaccio (Italien, Straßenmusik), Espe (BRD, jiddische Lieder), Gerhard Schöne (DDR), Franz Josef Degenhardt (BRD), Ekkes Frank (BRD), Rachid Bahri (Frankreich, Rock), Martina Portocarrero (Peru) und Kollasuyu Ñan  (Bolivien)

### 6. Liedersommer 1988
15.–28. August, Insel der Jugend Treptow, etwa 25 Gruppen aus 14 Ländern, in elf Konzerten, drei Familiennachmittagen und zehn Kindermatineen, mit etwa 30.000 Zuschauern
- 16. August: Die Zöllner (DDR), Flying Pickets (GB)
- 17. August: Quilapayún (Chile)
- 21. August: Julian Dawson (GB), Stoppok und Band (BRD) (Rock pur)
- 25. August: 3 Mustaphas 3 (GB) (Orient-Rock)
- 26. August: Bernd Haake Blues Band (BRD), Young Power Big Band (Polen) (Jazz und Blues am Freitag)
- 27. August: Alexander Barykin mit Karneval (SU), Rob Janssen + Ellen Brok (NL), Angelika Weiz (DDR)
- außerdem: León Gieco (Argentinien, angekündigt), Lydie Auvray (Frankreich, ?), Gerhard Schöne (DDR, Kinderlieder), Jams Tanzhaus (DDR, Folkstanz)[10]

### 7. Liedersommer 1989
6.–13. August, Insel der Jugend Treptow, „Weltmusik für Bauch und Kopf“
- 6. August: Oysterband (GB), Eröffnungskonzert
- 8. August: Bajazzo und Pascal von Wroblewsky (DDR), Dudu Tucci (Brasilien), Embryo (BRD), Yoruba Dun Dun Orchestra (Nigeria), und weitere
- Ortiga (Chile)
- 10. August: Anne Haigis (BRD), Wilfried (Österreich)
- 12. August: The Beatnigs (USA)
- 13. August: Anne Haigis (BRD), Anke Schenker und Collage (DDR), Abschlusskonzert, mit verkürztem Auftritt von Anne Haigis wegen Heiserkeit